# Стрибки у воду на Чемпіонаті світу з водних видів спорту 2023 — трамплін, 3 метри (чоловіки)
Змагання зі стрибків у воду з триметрового трампліна серед чоловіків на Чемпіонаті світу з водних видів спорту 2023 відбулися 19 та 20 липня 2023 року.

## Результати
Попередній раунд відбувся 19 липня о 09:00, а півфінал о 15:30 за місцевим часом. Фінал відбувся 20 липня о 18:00 за місцевим часом.
Зеленим позначено фіналістів
Блакитним позначено півфіналістів
| Місце | Стрибунка                   | Країна                   | Попередній раунд | Попередній раунд | Півфінал         | Півфінал         | Фінал            | Фінал            |
| Місце | Стрибунка                   | Країна                   | Очки             | Місце            | Очки             | Місце            | Очки             | Місце            |
| ----- | --------------------------- | ------------------------ | ---------------- | ---------------- | ---------------- | ---------------- | ---------------- | ---------------- |
| 1     | Ван Цзунюань                | Китай                    | 500.95           | 1                | 546.25           | 1                | 538.10           | 1                |
| 2     | Осмар Олвера Ібарра         | Мексика                  | 443.70           | 4                | 471.00           | 4                | 507.50           | 2                |
| 3     | Лонг Даої                   | Китай                    | 452.75           | 3                | 495.80           | 2                | 499.75           | 3                |
| 4     | Ендрю Капоб'янко            | США                      | 385.40           | 17               | 427.35           | 9                | 448.00           | 4                |
| 5     | Родріго Дієго               | Мексика                  | 419.65           | 7                | 446.45           | 6                | 439.80           | 5                |
| 6     | Даніель Гудфеллоу           | Велика Британія          | 459.70           | 2                | 477.20           | 3                | 438.05           | 6                |
| 7     | Моріц Вейсманн              | Німеччина                | 408.70           | 10               | 448.45           | 5                | 433.35           | 7                |
| 8     | Ларс Рюдіґер                | Німеччина                | 407.35           | 11               | 409.70           | 12               | 408.25           | 8                |
| 9     | Тайлер Даунс                | США                      | 416.65           | 8                | 415.30           | 10               | 389.00           | 9                |
| 10    | Даніель Рестрепо Гарсія     | Колумбія                 | 385.65           | 16               | 410.90           | 11               | 328.80           | 10               |
| 11    | Лоренцо Марсалья            | Італія                   | 403.20           | 12               | 430.20           | 8                | 379.75           | 11               |
| 12    | Джованні Точчі              | Італія                   | 434.80           | 5                | 435.95           | 7                | 365.95           | 12               |
| 13    | Джонатан Рувалькаба         | Домініканська Республіка | 399.00           | 13               | 409.45           | 13               | Завершили виступ | Завершили виступ |
| 14    | Цзи Лян Оой                 | Малайзія                 | 383.60           | 18               | 402.40           | 14               | Завершили виступ | Завершили виступ |
| 15    | Лі Шисінь                   | Австралія                | 393.45           | 14               | 394.55           | 15               | Завершили виступ | Завершили виступ |
| 16    | Алексі Жандар               | Франція                  | 424.70           | 6                | 390.40           | 16               | Завершили виступ | Завершили виступ |
| 17    | Жуль Бує                    | Франція                  | 415.25           | 9                | 389.05           | 17               | Завершили виступ | Завершили виступ |
| 18    | Джонатан Суков              | Швейцарія                | 385.95           | 15               | 369.10           | 18               | Завершили виступ | Завершили виступ |
| 19    | Ву Ха Рам                   | Південна Корея           | 382.40           | 19               | Завершили виступ | Завершили виступ | Завершили виступ | Завершили виступ |
| 20    | Лаєм Стоун                  | Нова Зеландія            | 381.25           | 20               | Завершили виступ | Завершили виступ | Завершили виступ | Завершили виступ |
| 21    | Карлос Ескалона             | Куба                     | 369.55           | 21               | Завершили виступ | Завершили виступ | Завершили виступ | Завершили виступ |
| 22    | Джордан Гаулден             | Велика Британія          | 368.55           | 22               | Завершили виступ | Завершили виступ | Завершили виступ | Завершили виступ |
| 23    | Матей Невесканін            | Хорватія                 | 366.50           | 23               | Завершили виступ | Завершили виступ | Завершили виступ | Завершили виступ |
| 24    | Харукі Суяма                | Японія                   | 365.60           | 24               | Завершили виступ | Завершили виступ | Завершили виступ | Завершили виступ |
| 25    | Рафаел Фугаса               | Бразилія                 | 365.55           | 25               | Завершили виступ | Завершили виступ | Завершили виступ | Завершили виступ |
| 26    | Анджей Решутек              | Польща                   | 364.70           | 26               | Завершили виступ | Завершили виступ | Завершили виступ | Завершили виступ |
| 27    | Александр Гарт              | Австрія                  | 363.95           | 27               | Завершили виступ | Завершили виступ | Завершили виступ | Завершили виступ |
| 28    | Олег Колодій                | Україна                  | 362.35           | 28               | Завершили виступ | Завершили виступ | Завершили виступ | Завершили виступ |
| 29    | Луїс Урібе                  | Колумбія                 | 360.85           | 29               | Завершили виступ | Завершили виступ | Завершили виступ | Завершили виступ |
| 30    | Аввір Там                   | Сінгапур                 | 359.60           | 30               | Завершили виступ | Завершили виступ | Завершили виступ | Завершили виступ |
| 31    | Ніколас Гарсія              | Іспанія                  | 359.05           | 31               | Завершили виступ | Завершили виступ | Завершили виступ | Завершили виступ |
| 32    | Ніколай Шаллер              | Австрія                  | 358.50           | 32               | Завершили виступ | Завершили виступ | Завершили виступ | Завершили виступ |
| 33    | Йона Найт-Віздом            | Ямайка                   | 356.65           | 33               | Завершили виступ | Завершили виступ | Завершили виступ | Завершили виступ |
| 34    | Антон Довн-Дженкінс         | Нова Зеландія            | 353.55           | 34               | Завершили виступ | Завершили виступ | Завершили виступ | Завершили виступ |
| 35    | Ї Джа Гйон                  | Південна Корея           | 349.70           | 35               | Завершили виступ | Завершили виступ | Завершили виступ | Завершили виступ |
| 36    | Ґійом Дютуа                 | Швейцарія                | 348.75           | 36               | Завершили виступ | Завершили виступ | Завершили виступ | Завершили виступ |
| 37    | Рафаель Макс                | Бразилія                 | 346.70           | 37               | Завершили виступ | Завершили виступ | Завершили виступ | Завершили виступ |
| 38    | Данило Коновалов            | Україна                  | 344.45           | 38               | Завершили виступ | Завершили виступ | Завершили виступ | Завершили виступ |
| 39    | Каспер Лесяк                | Польща                   | 339.85           | 39               | Завершили виступ | Завершили виступ | Завершили виступ | Завершили виступ |
| 40    | Емануель Вазкес             | Пуерто-Рико              | 332.50           | 40               | Завершили виступ | Завершили виступ | Завершили виступ | Завершили виступ |
| 41    | Александру Авасілое         | Румунія                  | 331.25           | 41               | Завершили виступ | Завершили виступ | Завершили виступ | Завершили виступ |
| 42    | Сандро Мелікадзе            | Грузія                   | 327.80           | 42               | Завершили виступ | Завершили виступ | Завершили виступ | Завершили виступ |
| 43    | Бріден Хаттьє               | Канада                   | 326.30           | 43               | Завершили виступ | Завершили виступ | Завершили виступ | Завершили виступ |
| 44    | Давід Екдаль                | Швеція                   | 325.05           | 44               | Завершили виступ | Завершили виступ | Завершили виступ | Завершили виступ |
| 45    | Джейк Пассмор               | Ірландія                 | 319.65           | 45               | Завершили виступ | Завершили виступ | Завершили виступ | Завершили виступ |
| 46    | Теофілос Афтінос            | Греція                   | 305.60           | 46               | Завершили виступ | Завершили виступ | Завершили виступ | Завершили виступ |
| 47    | Хесус Едуардо Гонсалес Реєс | Венесуела                | 305.45           | 47               | Завершили виступ | Завершили виступ | Завершили виступ | Завершили виступ |
| 48    | Йоган Ескрік-Паркінсон      | Ямайка                   | 299.35           | 48               | Завершили виступ | Завершили виступ | Завершили виступ | Завершили виступ |
| 49    | Давід Ледінський            | Хорватія                 | 297.35           | 49               | Завершили виступ | Завершили виступ | Завершили виступ | Завершили виступ |
| 50    | Чаванват Джунтапхадавон     | Таїланд                  | 295.75           | 50               | Завершили виступ | Завершили виступ | Завершили виступ | Завершили виступ |
| 51    | Альберто Аревало            | Іспанія                  | 294.25           | 51               | Завершили виступ | Завершили виступ | Завершили виступ | Завершили виступ |
| 52    | Адітьйо Ресту Путра         | Індонезія                | 291.40           | 52               | Завершили виступ | Завершили виступ | Завершили виступ | Завершили виступ |
| 53    | Еліас Петерсен              | Швеція                   | 285.50           | 53               | Завершили виступ | Завершили виступ | Завершили виступ | Завершили виступ |
| 54    | Дієго Каркен                | Чилі                     | 278.35           | 54               | Завершили виступ | Завершили виступ | Завершили виступ | Завершили виступ |
| 55    | Франдіель Гомес             | Домініканська Республіка | 278.00           | 55               | Завершили виступ | Завершили виступ | Завершили виступ | Завершили виступ |
| 56    | Кертіс Юен                  | Гонконг                  | 277.35           | 56               | Завершили виступ | Завершили виступ | Завершили виступ | Завершили виступ |
| 57    | Маорі Померой-Фаррелл       | Фіджі                    | 276.45           | 57               | Завершили виступ | Завершили виступ | Завершили виступ | Завершили виступ |
| 58    | Хесус Лірансо               | Перу                     | 275.00           | 58               | Завершили виступ | Завершили виступ | Завершили виступ | Завершили виступ |
| 59    | Донато Неглія               | Чилі                     | 274.35           | 59               | Завершили виступ | Завершили виступ | Завершили виступ | Завершили виступ |
| 60    | Мохаб Ішак                  | Єгипет                   | 268.30           | 60               | Завершили виступ | Завершили виступ | Завершили виступ | Завершили виступ |
| 61    | Мохамед Фарук               | Єгипет                   | 266.60           | 61               | Завершили виступ | Завершили виступ | Завершили виступ | Завершили виступ |
| 62    | Трі Анггоро Пріамбодо       | Індонезія                | 258.55           | 62               | Завершили виступ | Завершили виступ | Завершили виступ | Завершили виступ |
| 63    | Мартінас Лісаускас          | Литва                    | 246.05           | 63               | Завершили виступ | Завершили виступ | Завершили виступ | Завершили виступ |
| 64    | Атанасіос Цірікос           | Греція                   | 235.30           | 64               | Завершили виступ | Завершили виступ | Завершили виступ | Завершили виступ |
| 65    | Гемам Лондон Сінг           | Індія                    | 234.75           | 65               | Завершили виступ | Завершили виступ | Завершили виступ | Завершили виступ |
| 66    | Себастьян Конецький         | Литва                    | 222.60           | 66               | Завершили виступ | Завершили виступ | Завершили виступ | Завершили виступ |
| 67    | Абдулрахман Аббас           | Кувейт                   | 215.55           | 67               | Завершили виступ | Завершили виступ | Завершили виступ | Завершили виступ |
|       | Ґебріел Дайм                | Малайзія                 | DNS              | DNS              | DNS              | DNS              | DNS              | DNS              |